# Липки (городское поселение)
Муниципальное образование город Липки — городское поселение в Киреевском районе Тульской области Российской Федерации.
Административный центр — город Липки.

## История
Статус и границы городского поселения установлены Законом Тульской области от 15 марта 2005 года № 559-ЗТО  «О переименовании муниципального образования "Киреевский район" Тульской области, установлении границ, наделении статусом и определении административных центров муниципальных образований на территории Киреевского района Тульской области».

## Население
| 2010  | 2012  | 2013  | 2014  | 2015  | 2016  | 2017  |
| ----- | ----- | ----- | ----- | ----- | ----- | ----- |
| 9384  | ↗9425 | ↗9533 | ↗9611 | ↗9674 | ↗9688 | ↘9618 |
| 2018  | 2019  | 2020  | 2021  |       |       |       |
| ↘9114 | ↘8748 | ↘8636 | ↗8863 |       |       |       |

## Состав городского поселения
| № | Населённый пункт | Тип населённого пункта        | Население |
| - | ---------------- | ----------------------------- | --------- |
| 1 | Комсомольский    | посёлок                       | ↗538      |
| 2 | Липки            | город, административный центр | ↗8325     |